# Vicente Amigo
Vicente Amigo Girol (nascido em Guadalcanal, província de Sevilha, em 1967) e criado em Córdoba é um dos mais importantes guitarristas espanhóis de flamenco da actualidade.
Iniciou-se no flamenco trabalhando com artistas como Juan Muñoz (El Tomate), Merengue de Córdoba e Manolo Sanlúcar. Colaborou no álbum de Camarón de la Isla “Soy Gitano” de 1989. Compôs e interpretou à guitarra o álbum de José Mercé “Del Amanecer…”.
Obteve o prémio de guitarra de concerto no Concurso Nacional de Córdoba em 1989. Com os seus trabalhos a solo obteve diversos reconhecimentos como o galardão flamenco dos “Premios de la música”.
A música de Vicente Amigo, sempre inspirada na poesia andaluza de autores tais como Rafael Alberti, ou Federico García Lorca, em conjunto com a sua maneira de captar todo o sabor mediterrâneo oriental do sul de Espanha é o melhor que em guitarra flamenca se produz. Não é de estranhar o seu êxito estrondoso, as suas colaborações dentro e fora do flamenco, unida à sua capacidade de composição refinada e excepcional fazem de Vicente Amigo um artista completíssimo e com um carácter melódico que imprime calma e arrebato numa harmonia perfeita.

## Discografia
- De mi corazón al aire (1991)
- Vivencias imaginadas (1995)
- Poeta (1997)
- Ciudad de las ideas (2000)
- Vicente Amigo en concierto desde Córdoba. Ciudad de las ideas (2004, DVD)
- Un momento en el sonido (2005)
- Paseo de Gracia (2009)
- Vivencias La Obra Completa de un Genio (2010)
- Tierra (2013)
- Memoria de los Sentidos (2017)